# اگزاویه روآر
اگزاویه روآر (فرانسوی: Xavier Rohart‎؛ زادهٔ ۱ ژوئیهٔ ۱۹۶۸) قایقران قایق بادبانی اهل فرانسه است.